# عجائب الآثار في التراجم والأخبار
كتاب عجائب الآثار في التراجم والأخبار أو تاريخ الجبرتى كما يسمى يعتبر من أهم كتب التاريخ في القرن الثانى عشر والثالث عشر الهجرى إن لم يعتبر المصدر المصدق الوحيد الذي يصف مصر دون حيد إلى حاكم أو تحيز إلى شخص.
يقول عبد الرحمن الجبرتى في المقدمة: (إني كنت سودت أوراقًا في حوادث آخر القرن الثاني عشر وما يليه من أوائل الثالث عشر الذي نحن فيه جمعت فيها بعض الوقائع إجمالية وأخرى محققة تفصيلية وغالبها محن أدركناها وأمور شاهدناها واستطردت في ضمن ذلك سوابق سمعتها ومن أفواه الشيخة تلقيتها وبعض تراجم الأعيان المشهورين من العلماء والأمراء المعتبرين وذكر لمع من أخبارهم وأحوالهم وبعض تواريخ مواليدهم ووفياتهم فأحببت جمع شملها وتقييد شواردها في أوراق متسقة النظام مرتبة على السنين والأعوام ليسهل على الطالب النبيه المراجعة ويستفيد ما يرومه من المنفعة).
لاشك أن الجبرتي قد استغرق في هذا العمل ليله ونهاره، واستمر يبحث عن مصادره ومراجعه، وبدأ يدون الأسماء، وكان من الطبيعي أن يبدأ بالمشايخ، ومن كان منهم شيخاً للأزهر، ومشايخ آخرين. من كان أبوه يطلق عليهم الطبقة العليا، ثم الطبقة التي تليها ممن اشتهروا بالعلوم الفقهية والعقلية والنقلية والشعر والأدب والخطابة وغير ذلك. كما شرع يدوّن أسماء الأمراء ومن بلغ منهم مشيخة البلد ومن شاركه في الحكم. استعان الجبرتي في علمه هذا بكل من اعتقد أن عندهم عوناً. ومن هؤلاء صديقه المشهور إسماعيل الخشاب الذي التحق شاهداً بالمحكمة، وكان من المشهورين بالعلم والأدب في عصره.
كان الجبرتي يشكو من غموض المئة سنة الماضية عليه، أي من عام 1070 هـ حتى 1170 هـ، لأن هذه السنوات سابقة على حياته، ولذلك حرص على أن يدون الأسماء من الدواوين الرسمية، أما بعد ذلك فهو عليه هيّن. يقول الجبرتى في شرح ذلك: «إنها تستبهم عليّ (المئة الماضية إلى السنة السبعين) وأما ما بعدها فأمور شاهدتُها، وأناس عرفتهم، على أني سوف أطوف بالقرافات (المقابر) وأقرأ المنقوش على القبور، وأحاول جهدي أن أتصل بأقرباء الذين ماتوا، فأطلع على إجازات الأشياخ عند ورثتهم، وأراجع أوراقهم إن كانت لهم أوراق، وأسأل المعمرين ماذا يعرفون عمن عايشوهم، ولا أرى بعد ذلك مرجعاً أعتمده غير ما طلبتُ منك (أي من الخشاب)».
كان دقيقاً لا يكتب عن حادثة إلا بعد أن يتأكد من صحتها وقد يؤخر التدوين حتى يحيط بالمصادر التي تصححها سواء بالتواتر أو بالشهادة.

## الحملة الفرنسية
ظل الجبرتي مشتغلاً بجمع أخباره وتقييدها حتى فاجأته وفاجأت المصريين جميعهم الحملة الفرنسية على مصر سنة 1798م. كان الجبرتي في وقتها في الرابعة والأربعين من عمره، ولذلك فهو لم ينقطع خلال فترة بقاء الفرنسيين في مصر عن تسجيل أعمالهم، ورصد تحركاتهم، والتعليق على أقوالهم وأفعالهم، وكان أكثر العلماء الأزهريين دقة في تدوين ملاحظاته على نظام الحياة في مجتمع الجنود الفرنسيين وطرائقهم في تنظيم حياتهم.

## الترجمة إلى التركية
نال كتاب الجبرتي ثناءً كبيراً في أوساط الشعب ومن الحكام الأتراك. فقد حمله الوزير العثماني إلى الآستانة بتركيا وعرضه على السلطان العثماني سليم الثالث الذي أمر كبير أطبائه مصطفى بهجت بنقله إلى اللغة التركية فتمّ ذلك في عام 1807م.

## استكمال الكتاب وتقسيمه
حفز هذا الثناء والتكريم الذي قوبل به كتاب الجبرتي، على أن يجمع تاريخ مصر الذي انشغل به منذ خمسة عشر عاماً في كتاب واحد. ولذا فقد عقد العزم على كتابة تاريخ مصر الكامل جاعلاً كتابه (مظهر التقديس بزوال دولة الفرنسيس) أحد فصوله الرئيسية. فقسم الكتاب إلى ثلاثة أجزاء. الجزء الأول حتى آخر عام 1189 هـ، والثاني حتى آخر عام 1212 هـ، وبالثالث حتى آخر عام 1220 هـ وأسماه (عجائب الآثار في التراجم والأخبار) والمعروف «بتاريخ الجبرتي»، وقد انتهى الجبرتي من تدوين هذه الأجزاء الثلاثة في عام 1236هـ 1822م.

## النهاية والتوقف
دفع الجبرتي الاشتغال بكتابة تاريخه أن وقف موقف المعارضة لحكم محمد علي باشا منذ بداية حكمه لمصر وانشقاقه على الدولة العثمانية. وظل سنوات يترقب ما ستؤول إليه الأحداث في عهد هذا الرجل.
ظل الجبرتي دؤوباً في عمله حتى عام 1237 هـ عندما فاجأته فاجعة لم تكن بالحسبان، فقد قُتِل ولده خليل. تلك الحادثة التي قصمت ظهره. وقد كثرت الأحاديث حول أسباب وظروف قتل الابن، ولكن أغلبها تشير إلى أن سبب ذلك هو موقفه المعارض من حكم محمد علي وثورته على الدولة العثمانية. حيث قد أمره محمد على بكتابة كتاب لمدحه فرفض الجبرتى فهدده فرفض أيضا مما جعل محمد على يقوم بقتل ابنه خليل.
لكن عبد الرحمن الجبرتي هدّته هذه الحادثة الفاجعة، فلم يجد القدرة على استكمال تاريخه وفقد دافعه لاستكمال المسيرة التي بدأها. وظل يبكي ابنه حتى كف بصره وتوقف عن الكتابة.

## وصلات خارجية
- النص الكامل لكتاب عجائب الآثار في التراجم والأخبار